# Metro van Barcelona

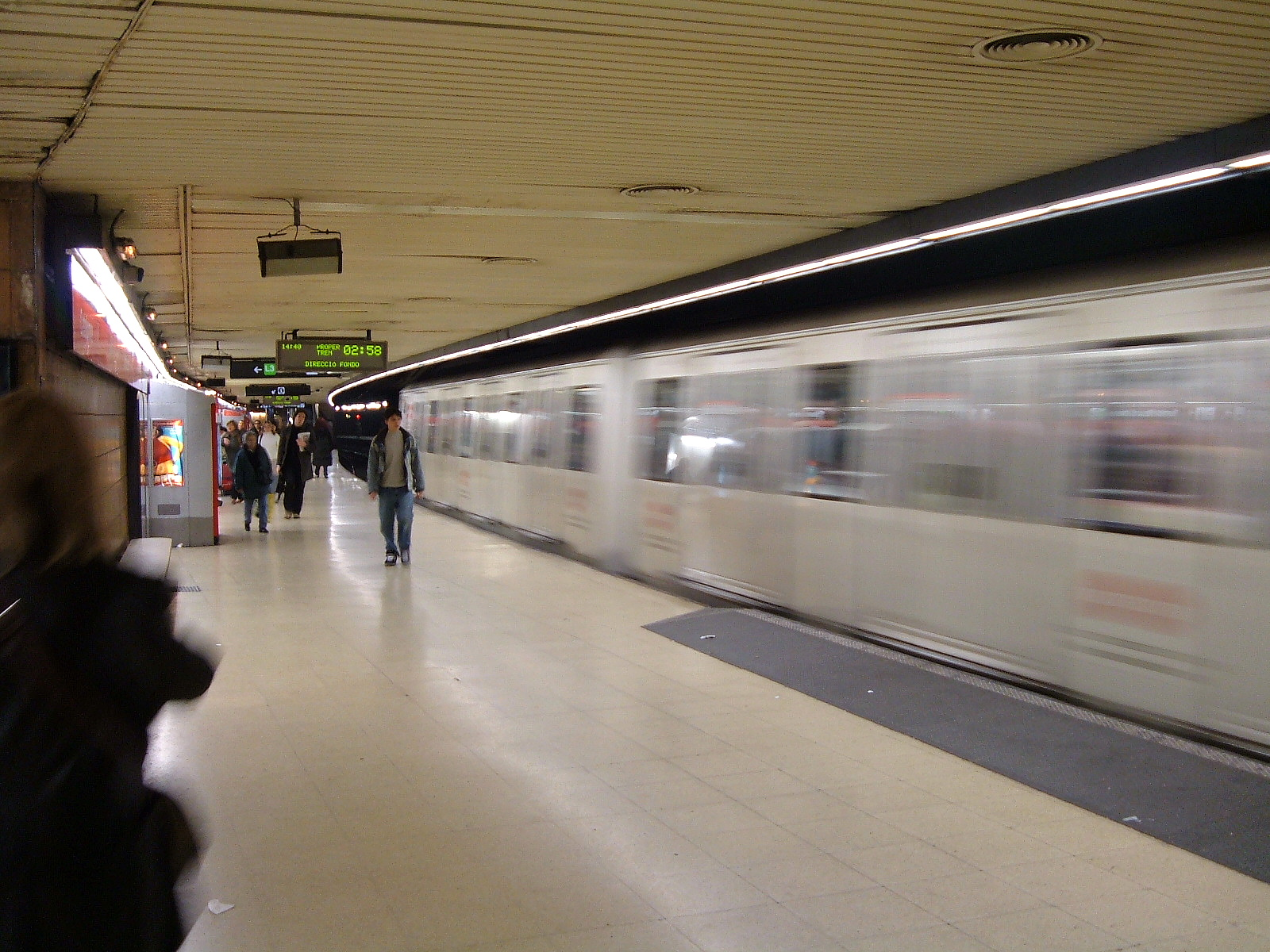
Metrostation Catalunya

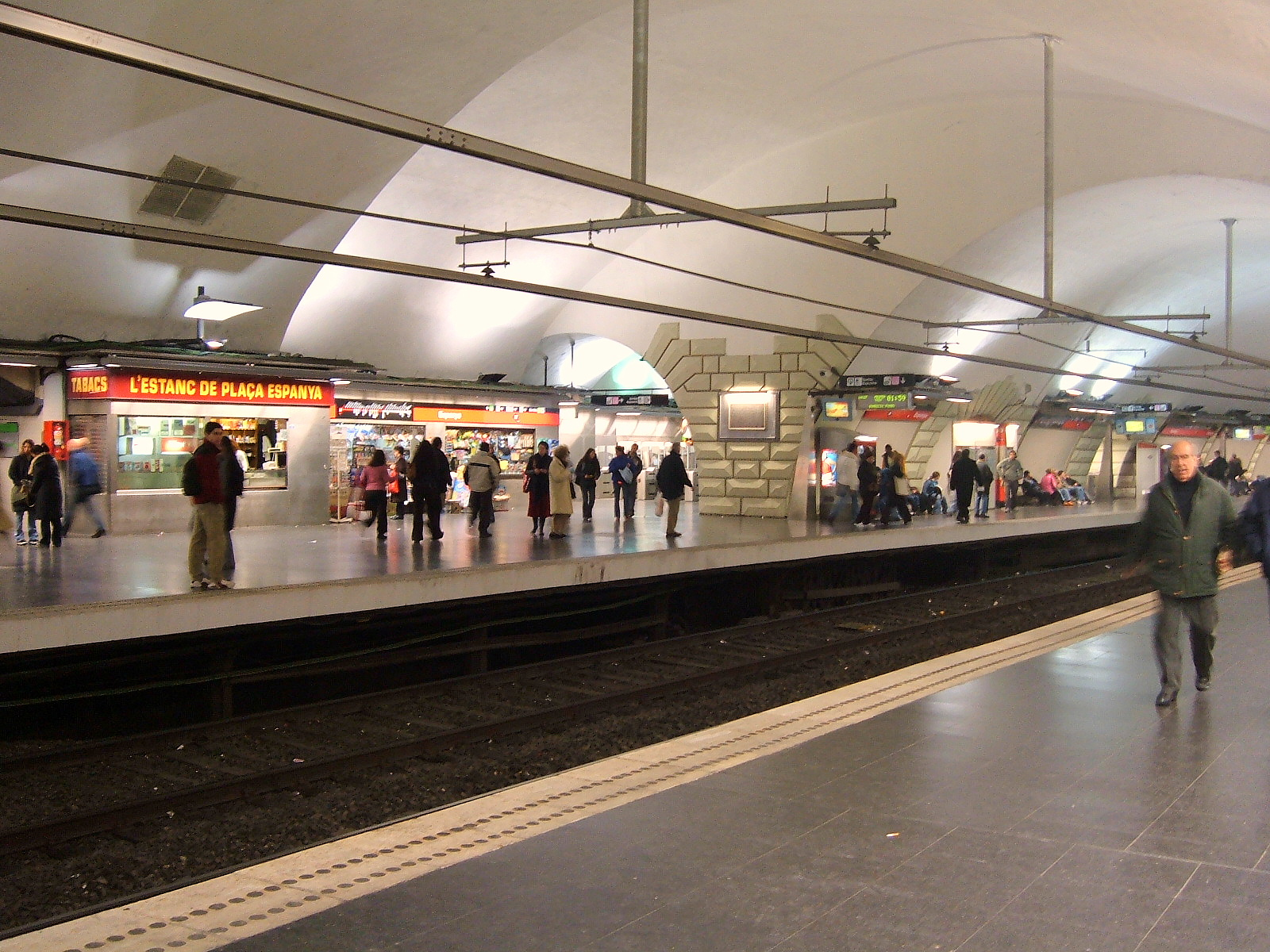
Metrostation Espanya. Op deze foto is de hangende derde rail goed zichtbaar

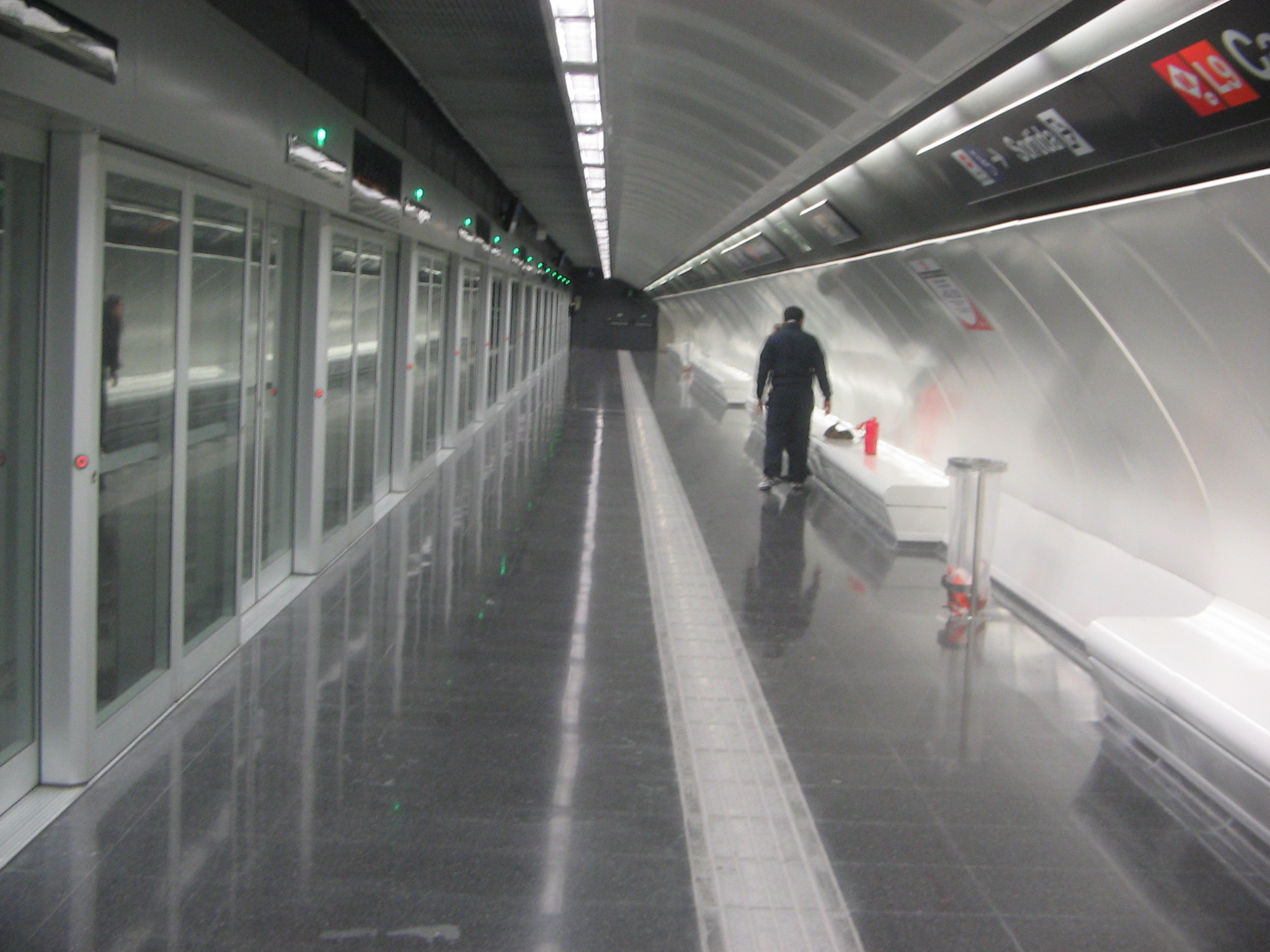
Metrostation Can Peixauet (L9)

De Metro van Barcelona, onderdeel van het openbaar vervoersysteem van Barcelona, is een uitgebreid netwerk van elektrisch aangedreven treinen, die ondergronds rijden in het centrum van Barcelona, maar bovengronds in sommige buitenwijken van de stad. Het netwerk bestaat uit 12 lijnen met een lengte van 170 kilometer en 183 stations. Enkele stations zijn inmiddels voorgoed gesloten.
Sinds 1997 valt het netwerk onder de verantwoordelijkheid van de Autoritat del Transport Metropolità (ATM). In 2002 kondigde ATM aan dat er in de toekomst nog twee lijnen zullen worden aangelegd, L12 en L13. In 2009 en 2010 zijn met vertraging de eerste delen van L9 en L10 gereedgekomen. Het ging om de noordelijke deeltrajecten van beide lijnen. In 2016 werden ook de zuidelijke deeltrajecten van beide lijnen afgewerkt. Het gemeenschappelijk traject dat beide voorlopige terminussen moet verbinden is evenwel nog in aanleg. Ook in 2012 werd het meest westelijk deel van L6 tussen de laatste twee stations, als een aparte L12 in dienst genomen, het betreft een traject van 600 meter tussen twee stations. Plannen tot verdere uitbouw van een 26 km lange lijn bediend door 23 stations zijn nog niet verder geraakt dan de tekentafels.
Lijnen 1-5, 11 en de kabelspoorbaan van Montjuïc worden namens ATM beheerd door Transports Metropolitans de Barcelona (TMB), het openbaar vervoersbedrijf van de stad. Lijnen 6 tot en met 8 en lijn 12 zijn eigenlijk lightrailverbindingen die een metroachtige dienstregeling hebben, en ook als dusdanig genummerd zijn. Deze lijnen worden beheerd door Ferrocarrils de la Generalitat de Catalunya (het Catalaanse spoorwegbedrijf).

## Geschiedenis
Barcelona heeft in feite twee metronetten: een netwerk van de TMB en een netwerk van de FGC.
De metro van Barcelona werd opgericht in 1924 met het in gebruik nemen van de 'Gran Metro' met als eerste traject het stuk tussen Lesseps en Plaça de Catalunya, wat een gedeelte van lijn 3 is geworden. Twee jaar later werd de 'Metro Transversal' (later een stuk van lijn 1) gebouwd tussen Plaça de Catalunya en Bordeta waardoor het centrum werd verbonden met Plaça d'Espanya en de wijk Montjuïc, waar de wereldtentoonstelling van 1929 gehouden werd.
Het metronetwerk van Barcelona bestaat uit twaalf lijnen waarop twee vervoerders actief zijn: Transports Metropolitans de Barcelona (TMB) rijdt voornamelijk op de belangrijke ondergrondse lijnen en Ferrocarrils de la Generalitat de Catalunya (FGC - Catalaanse Overheids Spoorwegen) verzorgt voornamelijk stoptreinen die onderdeel van het netwerk uitmaken maar ook verder de metropool in gaan. De tarieven van de metro maken deel uit van het tariefsysteem van de Autoritat del Transport Metropolità, een systeem dat voor de gehele stad geldt en waar ook autobussen en sommige regionale treinverbindingen onder vallen.

## Lay-out
De metrolijnen van Barcelona hebben geen specifieke namen, maar worden door lijnnummers en kleuren van elkaar onderscheiden.

### TMB
De TMB (Transports Metropolitans de Barcelona) exploiteert de lijnen 1 t/m 5 en 9 t/m 11. Lijn 1, waarvan oorspronkelijk de bedoeling om deze aan te sluiten op het Spaans spoornet, is een breedspoorlijn (1672 mm). De andere lijnen zijn normaalsporig. De treinen worden gevoed via een hangende derde rail, oftewel een onbuigzame bovenleiding.
Op 30 december 1924 werd de eerste lijn (nu onderdeel van lijn 3) in gebruik genomen. In 1926 opende een concurrerende maatschappij een tweede lijn. Voor deze lijn, de huidige lijn 1, werd indertijd gekozen voor dezelfde spoorbreedte als de nationale spoorwegen RENFE. In 1926 kwam nog een metrotraject in dienst, dat zelfstandig wordt geëxploiteerd als lijn 4.
Op 21 juli 1959 werd lijn 5 in gebruik genomen, op 25 september 1995 kwam lijn 2 in dienst en op 14 december 2003 volgde de opening van lijn 11. Die laatste lijn ligt in het verlengde van lijn 4 en wordt zo goedkoop mogelijk geëxploiteerd. Als lijn 11 een succes blijkt te zijn, wordt lijn 4 over dit tracé verlengd.
| Lijn | Geopend | Route                               |
| ---- | ------- | ----------------------------------- |
|      | 1926    | Hospital de Bellvitge - Fondo       |
|      | 1995    | Paral·lel - Badalona – Pompeu Fabra |
|      | 1924    | Zona Universitària - Trinitat Nova  |
|      | 1973    | Trinitat Nova - La Pau              |
|      | 1959    | Cornellà Centre - Vall d'Hebron     |
|      | 2009    | La Sagrera - Can Zam                |
|      | 2016    | Aeroport T1 - Zona Universitària    |
|      | 2010    | La Sagrera - Gorg                   |
|      | 2018    | Collblanc - ZAL ❘ Riu Vell          |
|      | 2003    | Trinitat Nova - Can Cuiàs           |

### FGC

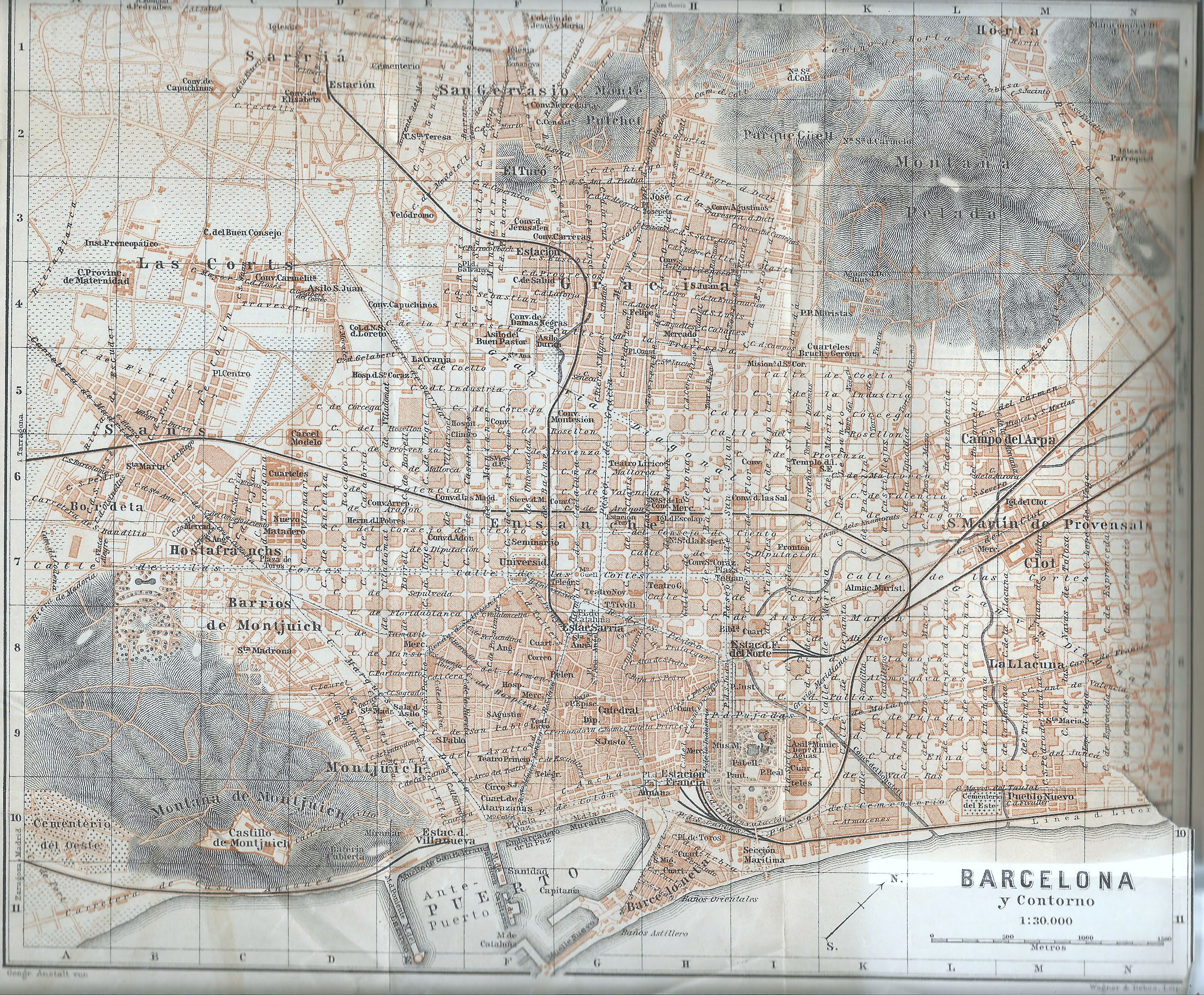
Op deze kaart van 1908 is de latere metrolijn naar Reina Elisenda te zien, toen nog bovengronds

De Catalaanse spoorwegmaatschappij FGC (Ferrocarrils de la Generalitat de Catalunya) exploiteert de lijnen 6, 7, 8 en 12. De lijnen 6, 7 en 12 zijn normaalsporige metrolijnen. De metro's van lijn 8 rijden over meterspoor. De drie lijnen zijn geëlektrificeerd met een bovenleiding met een gelijkspanning van 1500 volt.
| Lijn | Geopend | Route                                                          |
| ---- | ------- | -------------------------------------------------------------- |
|      | 1863    | Pl. Catalunya - Sarrià                                         |
|      | 1954    | Pl. Catalunya - Av. Tibidabo                                   |
|      | 1912    | Pl. Espanya - Molí Nou-Ciutat Cooperativa                      |
|      | 2016    | Sarrià - Reina Elisenda Was van 1976 tot 2016 onderdeel van L6 |

### Kabelspoorweg
De kabelspoorweg van Montjuïc maakt onderdeel uit van het metronetwerk en is verbonden met de metro via station Paral·lel.
| Lijn | Type          | Geopend | Route                        |
| ---- | ------------- | ------- | ---------------------------- |
|      | Kabelspoorweg | 1929    | Paral·lel - Parc de Montjuïc |

Naast deze lijnen zijn de Renfe en FGC-treinen en de steeds belangrijk wordende Trambaix en Trambesòs routes en stations op de meest recente kaarten afgebeeld, inclusief de informatiekaarten in metrostations, in een enkele donkergroene kleur.

## Geplande uitbreidingen

### Lijn 1

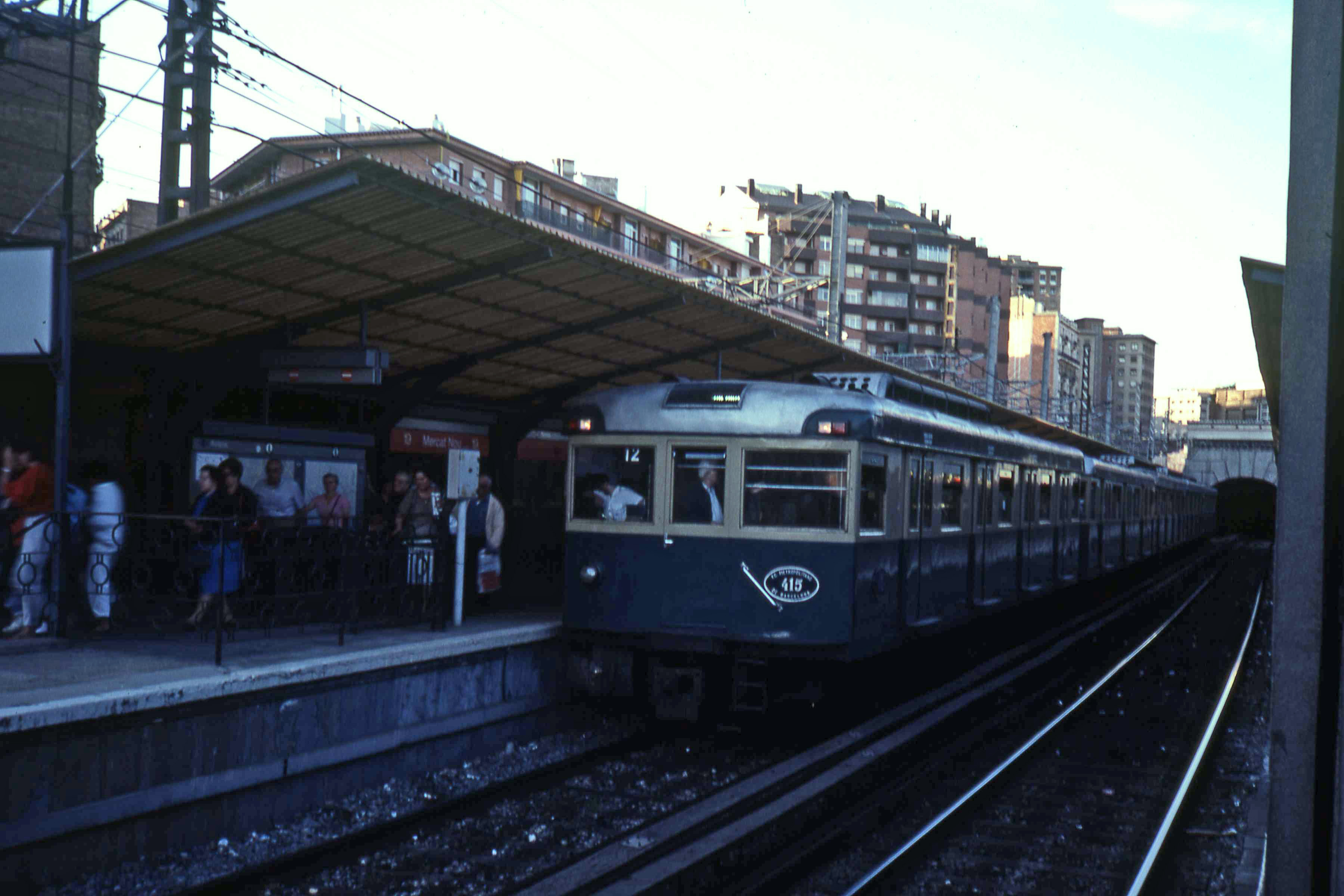
Het vroegere breedspoormaterieel in het inmiddels verbouwde station Mercat Nou

L1 zal worden verlengd van Fondo naar Badalona Centre.

### Lijn 2
Het is de bedoeling dat in de toekomst lijn twee onder de heuvel Montjuïc door verlengd zal worden, en zo het centrum van de stad gaat verbinden met de wijk Zona Franca en het vliegveld Barcelona-El Prat. De lijn zal een gedeelte van het traject delen met lijn 9, die op dit moment in aanbouw is.

### Lijn 4
Lijn vier zal verlengd worden naar het overstapstation La Sagrera langs het het nieuwe La Sagrera - TAV station. Beide stations zullen aansluiting geven op de Rodalies voorstadstreinen. (aparte spoorlijnen)

### Lijn 9 en 10
Eind 2009 en in 2010 werden de eerste stations van L9 en L10 geopend. Deze lijnen zijn gepland als een gezamenlijke lijn, met eigen vertakkingen en eindstations. Als kleuraanduiding worden twee kleuren gehanteerd: oranje voor L9 en lichtblauw voor L10. Bij ontbreken van het centrale, gemeenschappelijke, traject van beide lijnen, bestaan beide lijnen uit twee disjuncte trajecten, waardoor eigenlijk de lijnen L9 Nord, L9 Sud, L10 Nord en L10 Sud bestaan. Aan de noordoostelijke zijde van de lijn zijn de eindpunten respectievelijk Can Zam en Gorg. Aan de zuidwestelijke zijde van de lijn het metrostation Aeroport T1 van waaruit Terminal 1 van de Aeroport Barcelona-el Prat en ZAL 
Q| Riu Vell. Tussen station Bon Pastor in het district Sant Andreu en station Gornal in voorstad L'Hospitalet de Llobregat rijden beide lijnen over hetzelfde spoor.

Het project werd in het jaar 2000 goedgekeurd en had in 2004 voltooid moeten zijn, maar is door technische moeilijkheden, de uitkomst van geologisch onderzoek en financieringsproblemen zodanig vertraagd dat de metro sinds 2016 de luchthaven bedient, maar niet eerder volledig klaar zal zijn dan in 2028.
L9 en L10 zijn de eerste metrolijnen van Barcelona die om het centrum heenrijden en buitenwijken rechtstreeks met elkaar verbinden. Opmerkelijk is dat de nieuwe metrolijnen onbemand (zonder bestuurder) rijden en dat om deze reden de perrons van doorzichtige schermen voorzien zijn, die pas openen nadat de metrotrein gearriveerd is.
De eerste dertien stations zijn in gebruik genomen (stand december 2012). Drie hiervan worden gedeeld, de andere zijn gelegen aan de vertakkingen.
Beide lijnen hebben als voorlopig eindpunt het overstapstation La Sagrera, waar in de toekomst ook L4 zal gaan eindigen. Op het toekomstige station La Sagrera - TAV zal er aansluiting zijn op de Rodalies van de Renfe en op de hogesnelheidstrein in het station La Sagrera - TAV. Verder biedt L10 op het eindstation Gorg de mogelijkheid om op L2 en de trams T5 en T6 over te stappen.

## Stations
Midden 2010 had het metronetwerk 158 in bedrijf zijnde stations, die aangedaan worden door de 11 huidige metrolijnen. Als L9 en L10 volledig in bedrijf zullen zijn, neemt het aantal stations toe tot 209. De gemiddelde afstand tussen de stations is ongeveer 650 meter.
De meerderheid van de metrostations in Barcelona heeft nauwelijks een bovengronds toegangsgebouw. Vaak is het station boven de grond uitsluitend een toegangstrap, een roltrap of een liftingang, dit in tegenstelling tot metrosystemen zoals de Metro van Londen. Onder de grond is de aankleding van de meeste stations opvallend sober, met slechts enkele uitzonderingen.
Een aantal stations van het netwerk is gesloten, nooit in gebruik genomen, of verplaatst naar een andere locatie. Het officiële logo van de TMB-metro, een rode ruit met een M, wordt niet gebruikt voor FGC-lijnen. De FGC gebruikt haar eigen logo, eveneens ruitachtig, in haar eigen stations.

## Huidige lijnen
De lijnen 1 tot en met 12 zijn samen meer dan 170 kilometer lang en tellen 189 stations (stand 01/2022).
| Operator | Lijn | Begin- en eindpunt                             | Geopend in | Lengte in km | Stations |
| -------- | ---- | ---------------------------------------------- | ---------- | ------------ | -------- |
|          |      | Hospital de Bellvitge - Fondo                  | 1926       | 20,7 km      | 30       |
|          |      | Paral·lel - Badalona Pompeu Fabra              | 1995       | 13,1 km      | 18       |
|          |      | Zona Universitària - Trinitat Nova             | 1924       | 18,4 km      | 26       |
|          |      | Trinitat Nova - La Pau                         | 1926       | 17,3 km      | 22       |
|          |      | Cornellà Centre - Vall d'Hebron                | 1930       | 18,9 km      | 26       |
|          |      | Plaça de Catalunya - Sarrià                    | 1929       | 5,4 km       | 8        |
|          |      | Plaça de Catalunya - Av. Tibidabo              | 1954       | 4,6 km       | 7        |
|          |      | Plaça Espanya - Molí Nou \| Ciutat Cooperativa | 1912       | 11,3 km      | 10       |
|          |      | La Sagrera - Can Zam                           | 2009       | 7,9 km       | 9        |
|          |      | Aeroport T1 - Zona Universitària               | 2016       | 19,6 km      | 15       |
|          |      | La Sagrera - Gorg                              | 2010       | 5,6 km       | 6        |
|          |      | Collblanc - ZAL - Riu Vell                     | 2018       | 4,5 km       | 11       |
|          |      | Trinitat Nova - Can Cuiàs                      | 2003       | 2,3 km       | 5        |
|          |      | Sarrià - Reina Elisenda                        | 1929       | 0,4 km       | 2        |

## Transport in de metropool Barcelona
De metro van Barcelona maakt deel uit van een groter openbaar vervoernetwerk, onder beheer van de Autoritat del Transport Metropolità die ook het eenheidstarief vaststelt. Buiten deze diensten zijn er nog twee grote diensten die zowel in als buiten Barcelona rijden: de stoptrein van de Renfe, samengevoegd met de Rodalies Barcelona, of Ferrocarrils de la Generalitat de Catalunya die op de lijnen L6, L7 en L8 en een volledig spoorwegnet zijn dat bijna de gehele metropool bedient. Zie verder de lijst van FGC-lijnen. FGC ontwikkelt op dit moment ook de metro van Sabadell en de metro van Terrassa als uitbreiding van haar netwerk in deze steden.